# Jakob Fuglsang
Jakob Diemer Fuglsang (ur. 22 marca 1985 w Genewie) – duński kolarz szosowy i górski. W zawodowym peletonie ściga się od 2007 roku, kiedy to rower górski zamienił na szosowy.

## Kariera
Jeszcze gdy ścigał się w MTB odnosił sukcesy przeważnie w kraju. Dwukrotnie został młodzieżowym mistrzem Danii w kolarstwie górskim w 2002 i 2003 roku. Rok później, już w seniorach, był wicemistrzem mimo bardzo młodego wieku. W 2005 roku wystartował w mistrzostwach Europy U23 i był drugi, przegrywając tylko z Holendrem Rudim Van Houtsem. W następnym roku był już bezkonkurencyjny w mistrzostwach Danii seniorów. Mimo startów na szosie w kolejnych latach walczył również w MTB i to z coraz większymi sukcesami. Na mistrzostwach świata MTB w Fort William w 2007 roku zwyciężył w kategorii U-23, a jako senior był trzeci na mistrzostwach Europy rok później. Jego pierwszym większym sukcesem sportowym było zwycięstwo w klasyfikacji generalnej narodowego wyścigu Danii – Post Danmark Rundt w 2008 roku. Mimo silnie obsadzonnej czołówki wygrał, chociaż do tej pory rozpoznawany był raczej tylko przez fanów kolarstwa górskiego. Ten sukces umożliwił mu transfer do drużyny UCI ProTour Team CSC. W 2009 i 2010 roku ponownie wygrał Post Danmark Rundt.

## Najważniejsze osiągnięcia

### kolarstwo górskie
2002
- 1. miejsce w mistrzostwach Danii juniorów

2003
- 1. miejsce w mistrzostwach Danii juniorów

2004
- 2. miejsce w mistrzostwach Danii

2005
- 2. miejsce w mistrzostwach Danii
- 2. miejsce w mistrzostwach Europy U23

2006
- 1. miejsce w mistrzostwach Danii

2007
- 1. miejsce w mistrzostwach Danii
- 1. miejsce w mistrzostwach świata U23
- 3. miejsce w mistrzostwach Europy U23

2008
- 3. miejsce w mistrzostwach Europy

### kolarstwo szosowe
2007
- 3. miejsce w GP Tell

2008
- 1. miejsce w Post Danmark Rundt
- 2. miejsce w Ronde de l’Oise
- 3. miejsce w Paryż-Troyes

2009
- 1. miejsce  w Tour de Slovénie
- 1. miejsce w Post Danmark Rundt

2010
- 3. miejsce w Tour de Suisse
- 1. miejsce w mistrzostwach Danii (jazda ind. na czas)
- 1. miejsce w Post Danmark Rundt

2012
- 1. miejsce w mistrzostwach Danii (jazda ind. na czas)
- 1. miejsce w Tour de Luxembourg
- 1. miejsce w Österreich-Rundfahrt
  - 1. miejsce na 4. etapie

2013
- 4. miejsce w Critérium du Dauphiné
- 7. miejsce w Tour de France

2014
- 5. miejsce w Paryż-Nicea
- 7. miejsce w Tour de Romandie
- 10. miejsce w Critérium du Dauphiné

2015
- 8. miejsce w La Flèche Wallonne
- 9. miejsce w Liège-Bastogne-Liège

2016
- 2. miejsce w Igrzyskach Olimpijskich (start wspólny)
- 3. miejsce w Tour of Oman

2017
- 1. miejsce w Critérium du Dauphiné
  - 1. miejsce na 6. i 8. etapie
- 3. miejsce w Tour of Almaty
  - 1. miejsce na 2. etapie

2018
- 1. miejsce na 4. etapie Tour de Romandie
- 2. miejsce w Tour de Suisse

2019
- 1. miejsce w Vuelta a Andalucía
- 2. miejsce w Strade Bianche
- 3. miejsce w Tirreno-Adriático
  - 1. miejsce na 5. etapie
- 3. miejsce w Amstel Gold Race
- 2. miejsce w La Flèche Wallonne
- 1. miejsce w Liège-Bastogne-Liège
- 1. miejsce w Critérium du Dauphiné
- 1. miejsce na 16. etapie Vuelta a España
- 4. miejsce w Giro di Lombardia

2020
- 1. miejsce w Vuelta a Andalucía
  - 1. miejsce na 1. i 3. etapie
- 1. miejsce w Giro di Lombardia

2021
- 3. miejsce w Tour de Suisse

2022
- 1. miejsce w Mercan’Tour Classic Alpes-Maritimes
- 3. miejsce w Tour de Suisse

## Starty w Wielkich Tourach
| Grand Tour | 2009 | 2010 | 2011 | 2012 | 2013 | 2014 | 2015 | 2016 | 2017 | 2018 | 2019 | 2020 | 2021 | 2022 | 2023 | 2024 |
| ---------- | ---- | ---- | ---- | ---- | ---- | ---- | ---- | ---- | ---- | ---- | ---- | ---- | ---- | ---- | ---- | ---- |
| Giro       | -    | -    | -    | -    | -    | -    | -    | 12.  | -    | -    | -    | 6.   | -    | -    | -    | -    |
| Tour       | -    | 50.  | 49.  | -    | 7.   | 36.  | 23.  | 52.  | DNF  | 12.  | DNF  | -    | DNF  | DNF  | -    | 38.  |
| Vuelta     | 56.  | -    | 11.  | -    | 29.  | -    | -    | -    | -    | -    | 13.  | -    | -    | -    | -    | -    |

## Rankingi
| Rok                | 2005  | 2006 | 2007 | 2008 | 2009 | 2010 | 2011 | 2012 | 2013 | 2014 | 2015 | 2016 | 2017 | 2018 | 2019 | 2020 | 2021 | 2022 | 2023 | 2024 |
| ------------------ | ----- | ---- | ---- | ---- | ---- | ---- | ---- | ---- | ---- | ---- | ---- | ---- | ---- | ---- | ---- | ---- | ---- | ---- | ---- | ---- |
| UCI World Calendar |       |      |      |      | 50.  | 37.  |      |      |      |      |      |      |      |      |      |      |      |      |      |      |
| UCI World Tour     |       |      |      |      |      |      | 31.  | -    | 30.  | 55.  | 63.  | 106. | 48.  | 28.  |      |      |      |      |      |      |
| World Ranking      |       |      |      |      |      |      |      |      |      |      |      | 48.  | 64.  | 27.  | 3.   | 5.   | 97.  | 87.  | 455. | 494. |
| UCI Europe Tour    | 1192. | 968. | 342. | 42.  |      |      |      |      |      |      |      | 246. | 799. | 123. | 3.   | 5.   | 81.  | 75.  | -    | -    |
| UCI Asia Tour      | -     | -    | -    | -    |      |      |      |      |      |      |      | 58.  | 75.  | 591. |      |      |      |      |      |      |
| UCI America Tour   | -     | -    | -    | -    |      |      |      |      |      |      |      | 3.   | -    | -    |      |      |      |      |      |      |
|                    |       |      |      |      |      |      |      |      |      |      |      |      |      |      |      |      |      |      |      |      |
| Źródło: UCI        |       |      |      |      |      |      |      |      |      |      |      |      |      |      |      |      |      |      |      |      |